# Centre européen des applications spatiales et des télécommunications
Le Centre européen des applications spatiales et des télécommunications (en anglais European Centre for Space Applications and Telecommunications, en abrégé ECSAT) est un des établissements de l'Agence spatiale européenne  situé sur le Harwell Science and Innovation Campus (en) près de Oxford, au Royaume-Uni. Il a été créé en 2009 et doit employer à compter de 2015 une centaine de personnes.
L'ECSAT est, au sein de l'agence européenne, responsable de :
- la promotion des activités situées en aval des développements de l'agence spatiale dans le domaine des télécommunications (Telecommunications and Integrated Applications ou IAP)
- la mise au point de modèles et standards applicables dans le domaine de la recherche climatique (Earth Observation Climate Office)
- Le développement de systèmes autonomes et la mise au point de contrôles destinés à éviter la contamination de planètes dans le cadre des missions d'exploration du système solaire
- La veille   dans le domaine des nouvelles technologies pouvant apporter des gains significatifs dans le domaine spatial.